# Universiteit van Zagazig
De Universiteit van Zagazig (Engels: Zagazig University, Arabisch: جامعة الزقازيق) is een universiteit in Zagazig, Egypte, die Bachelor- en Masterstudies en PhD-programma's aanbiedt. Volgens de ranking van Webometrics is het de achtste universiteit van Egypte en staat ze op plek 37 in Afrika, op plek 33 in de Arabische wereld en wereldwijd op plek 2947.

## Geschiedenis
De Universiteit van Zagazig werd opgericht in 1976 bij presidentieel besluit. De universiteit was daarvoor onderdeel van de Ain-Shams-Universiteit. De universiteit ging van start met zes faculteiten, maar dit aantal werd in de jaren daarna uitgebreid. In 1977 werd er een campus in Banha opgericht. Deze campus scheidde zich in 2005 af en ging verder onder de naam Universiteit van Banha.

## Faculteiten en instituten
De Universiteit van Zagazig heeft de volgende faculteiten en instituten:

### Faculteiten
- Faculteit Landbouwwetenschappen
- Faculteit Handel
- Faculteit Geneeskunde
- Faculteit Diergeneeskunde
- Faculteit Natuurwetenschappen
- Faculteit Educatie
- Faculteit Farmacie
- Faculteit Kunst en Cultuur
- Faculteit Rechtsgeleerdheid
- Faculteit Techniek
- Faculteit Verpleegkunde
- Faculteit Speciale Educatie
- Faculteit Lichamelijke Opvoeding voor Mannen
- Faculteit Lichamelijke Opvoeding voor Vrouwen
- Faculteit Informatica
- Faculteit Landbouwtechnieken
- Faculteit Landbouwwetenschappen
- Faculteit Landbouwwetenschappen

### Instituten
- Instituut voor productie-efficiëntie
- Instituut voor Azië-wetenschappen
- Instituut voor Studies naar het Oude Nabije Oosten

## Raad van bestuur
De raad van bestuur bestaat uit de volgende personen:

### Rector
- Prof. Dr. Mohamed Mahmoud Abdel Aal

### Vice-rectoren
- Prof. Dr Ahmed Elrefaay Bahgat El Azizy - portefeuille Onderwijs en Studentenzaken
- Prof. Dr Ashraf Mohamed Elshihy - portefeuille Promoties
- Prof. Dr Hamed Attia Mohamed Sayed Ahmed - portefeuille Milieuzaken

## Academisch ziekenhuis
Het academisch ziekenhuis van de Universiteit van Zagazig heeft de volgende universitaire ziekenhuizen:
- Istekbal Spoedhospitaal
- Ziekenhuis voor Kindergeneeskunde
- Ziekenhuis voor Algemene Geneeskunde
- Mubarakziekenhuis
- Ziekenhuis voor Nieuwe Chirurgie
- Assalamziekenhuis voor Gespecialiseerde Chirurgie
- Ziekenhuis voor Tumoren en Oncologie
- Traumahospitaal
- Iktessadyziekenhuis

## Bekende medewerkers
Een bekende medewerker van de Universiteit van Zagazig was:
- Mohamed Morsi (1951), voormalig president van Egypte, was hoofd van de Faculteit Techniek